# 현이와 덕이
현이와 덕이는 대한민국의 남매 듀오이다. 70~80년대 많은 사랑을 받으면서, 솔로로도 활발히 활동하였으나, 1990년 남매 모두 요절하게 된다.

## 약력
1975년 미8군부대에서 데뷔한 장현(1956~1990)과 장덕(1961~1990)은 이듬해인 1976년 현이와 덕이를 결성하고 한국 가요계에 데뷔한다. 이들은 《선생님 안녕》, 《우리들의 고교시대》, 《내 마음 나도 몰라》, 《꿈초올 둘이서》등과 같은 영화에도 출연하였다.(이들 남매는 10여편의 영화에 주연 또는 조연으로 출연하여 하이틴스타로서 많은 인기를 누렸다.) 특히 장덕은 작사,작곡 능력이 뛰어나 싱어송라이터로 입지를 굳히게 되었다.
(장덕은 1977년 진미령이 부른 <소녀와 가로등>을 직접 작사, 작곡하여 제1회 《MBC 서울국제가요제》에서 최연소 작사/작곡가로 입상하였다. 이후 3년 연속 이 대회에 입상하게 된다.)
 1978년 현이와 덕이는 그들의 첫 공식 레코드 모음집인 《꼬마인형》, 《소녀와 가로등》, 《일기장》, 《순진한 아이》, 《작은 소녀의 사랑이야기》등이 담긴 정규 1집을 취입, 출반하였으며, 이 음반은 대중들에게 많은 인기를 받게 된다.
이후 1980년 장덕은 안양예고 졸업 후 미국 테네시 주립 대학교에서 작곡을 전공하였다. 1983년 미국생활을 마치고 귀국한 장덕은 솔로앨범 발표와 함께 본격적으로 솔로 활동을 시작하였으며, 장현 또한 《현이와 거룩한 성》으로 음악 활동을 계속하고 있었다. 그렇다가 1985년 현이와 덕이가 재결합하여 《너나 좋아해 나너 좋아해》, 《이젠 안녕, 《뒤늦은 후회》등이 수록된 정규 2집을 발표하였다. 하지만 앨범이 크게 히트하였음에도 얼마 뒤 다시 해체하였고, 각자의 길을 걷게 되었다. 이후 1986년 장덕은 자신이 작곡하고 가수 이은하가 부른 《미소를 띄우며 나를 보낸 그 모습처럼》이 크게 히트가 되었고, 연이어 장덕 솔로 정규4집이 빅히트되어 그 해 가장 성공한 여성스타로 합류하게 된다(님떠난 후- 골든컵 수상, 어른이 된 후에 사랑은 너무 어려워 - 빅히트 등). 1987년 장덕은 ABU 가요제에 한국대표로 나가게 되는 등 한국음악계에서 인정을 받고 있었으며, 오빠 장현 또한 코아기획을 설립하여 엔터테인먼트사 대표이사로 일하게 된다.
그러나 활발히 연예활동을 하고 있던 이들 남매는 1989년 장덕 솔로 정규 6집 발표 후 장현이 설암판정을 받게 되자 모든 활동을 잠시 중단하게 된다.
그러던 중 1990년 1월 장덕은 신년드라마 《구리반지》에 출연하여 오랜만에 연기를 선보였으나, 어릴 때부터 앓아 오던 불면증과 우울증으로 수면제와 기관지 확장제를 과다복용 하게 되어 1990년 2월 4일 서울시 마포구 염리동 진주아파트 5동 1008호 자신의 자택에서 사망하였다. 같은 해 8월 장현 역시 설암으로 사망했다.

## 사후
- 1990년 6월 장덕 추모 음반 《예정된 시간을 위하여》 발표 : 이선희, 전영록, 임종환, 진미령, 양하영, 임지훈, 박혜성, 지예, 김범룡, 최성수 등 11명 참여 (리메이크 · 미발표 곡 수록)
- 1993년 이숙희 저서 / 도서-책 <예정된 시간을 위하여>
- 1994년 10월 신수경 정규 2집 《변신》 발표 : 장덕 작곡 · 이은하 노래 <미소를 띄우며 나를 보낸 그 모습처럼> 리메이크 수록
- 1995년 혼성그룹 투투 정규 2집 《바람난 여자》 발표 : 장덕 작곡 · 이은하 노래 《미소를 띄우며 나를 보낸 그 모습처럼》 리메이크 수록
- 2004년 1월 5일 테이 정규 1집 《The First Journey》 발표 : 장덕 작사/작곡 · 진미령 노래 《소녀와 가로등》 리메이크 수록
- 2004년 5월 10일 JK 김동욱 정규 2.5집 《Memories In Heaven》 발표 : 장덕 작곡 · 이은하 노래 《미소를 띄우며 나를 보낸 그 모습처럼》 리메이크 수록
- 2004년 12월 29일 란 정규 1집 《사랑해서 더 슬픈 일》 발표 : 장덕 작사/작곡 · 장덕 노래 《예정된 시간을 위하여》 리메이크 수록
- 2006년 10월 26일 MBC 드라마 《여우야 뭐하니》 제12회 : 장덕 작사/작곡 · 장덕 노래 《어른이 된 후에 사랑은 너무 어려워》 삽입 (철수가 두고 간 워크맨을 병희가 틀자 흘러나오는 곡)
- 2009년 9월 10일 플레이걸 EP 1집 《플레이걸의 24時》 발표 : 장덕 작사 · 장덕 노래 《얘얘》 리메이크 수록
- 2010년 8월 27일 혼성 그룹 퍼스트(F1RST) 싱글 1집 《너 나 좋아해 나 너 좋아해》 발표 : 장현 작사 · 장덕 작곡 · 현이와 덕이 노래 《너나 좋아해 나너 좋아해》 리메이크 수록(타이틀곡)
- 2011년 <MBC LIFE TV 히스토리 후> 한국 최초의 여성 싱어송라이터 장덕
- 2012년 5월 27일 <MBC TV 나는 가수다> : 김연우 - 장덕 작곡 · 이은하 노래 <미소를 띄우며 나를 보낸 그 모습처럼> 리메이크
- 2012년 대중음악평론가 임진모 저서 / 도서-책 <가수를 말하다 - 영혼으로 노래하는 우리시대 최고의 가수 41>
- 2013년 3월 <KBS TV 불후의 명곡: 전설을 노래하다> 별이 된 천재소녀 故 장덕 편 : 왁스 · 나르샤 · 이지형 · 노브레인 · 엠블랙 · 김다현 출연 (리메이크)
- 2014년 1월 4일 <KBS TV 불후의 명곡: 전설을 노래하다> 라이벌편 : 바다 - 장덕 작곡 · 이은하 노래 <미소를 띄우며 나를 보낸 그 모습처럼> 리메이크
- 2014년 3월 3일 <음악여행 예스터데이 3회> : 홍진영- 장덕 작사/작곡 · 진미령 노래 <소녀와 가로등> 리메이크
- 2014년 7월 7일 신인가수 김나영, 이은하와 KBS 2TV 월화드라마 트로트의 연인 OST 참여 : 장덕 작곡 · 이은하 노래 <미소를 띄우며 나를 보낸 그 모습처럼> 리메이크 수록
- 2014년 7월 <MBN TV 아궁이> - 파란만장 가족사 ; 현이와 덕이
- 2014년 8월 5일 인디밴드 에이템포 디지털 싱글 《청춘》발표 : 장덕 작사 · 장덕 노래 <얘얘> 리메이크 수록
- 2015년 1월 27일 <KBS TV 불후의 명곡 - 전설을 노래하다> 가족은 즐겁다 편 : EXID - 장현 작사 · 장덕 작곡 · 현이와 덕이 노래 <너나 좋아해 나너 좋아해> 리메이크
- 2015.02~2015.05 KBS드라마 <착하지 않은 여자들>OST : 어쿠스틱 콜라보 - 장덕 작사/작곡 · 진미령 노래 <소녀와 가로등> 리메이크
- 2015년 5월 28일 <오마주 현이와 덕이 문화콘텐츠 사업 발표, 출범> (리메이크 음원, 영화, 뮤지컬, 출판 등)
- 2015년 8월 25일 <KBS 임진모의 레전트 콘서트> - 장덕 편
- 2015년 12월 6일 <MBC 시간여행 그땐 그랬지, 77회 > 천재음악 소녀 장덕 편
- 2018년 4월1일 <북한 평양공연 – 봄이 온다 中> 최진희 – 뒤늦은 후회 (현이와덕이, 작사/작곡 : 장현/장덕) ** 북한 김정은 국무위원장(북한 최고지도자) 요청곡
- 2018년 4월3일 <남북합동공연(평양) – 봄이 온다 中> 최진희 – 뒤늦은 후회 (현이와덕이, 작사/작곡 : 장현/장덕) ** 북한 김정은 국무위원장(북한 최고지도자) 요청곡
- 2018년 4월 6일 <TV조선 별별톡쇼 – 현이와덕이 편>
- 2018년 4월 9일 <MBC 섹션TV – 현이와덕이 편>
- 2018년 5월예정 <싱어송라이터 장덕 스패셜패키지 발표> - 비트볼뮤직

### 현이와 덕이 음반
- 1976년 : 컴필레이션 - 친구야 친구 (3곡) - 대표곡 : 친구야 친구, 사랑한다고 말해주오, 둥글둥글한 세상
- 1978년 : 정규 1집 - 순진한 아이 (12곡) - 대표곡 : 꼬마인형, 소녀와 가로등, 일기장, 순진한 아이, 작은소녀의 사랑이야기 등
- 1978년 : 캐럴 - 디스코 크리스마스 (7곡) - 대표곡 : 징글 벨, 루돌프 사슴코, 실버벨, 싼타할아버지 오시네 등
- 1985년 : 정규 2집 - 너나 좋아해 나너 좋아해 (12곡) - 대표곡 : 너나 좋아해 나너 좋아해, 이젠 안녕, 뒤늦은 후회, 잠깐, 해바라기 사랑 등

## 대표곡
- 《일기장》
- 《꼬마인형》
- 《순진한 아이》
- 《너 나 좋아해 나 너 좋아해》
- 《작은 소녀의 사랑이야기》
- 《이젠 안녕》
- 《뒤늦은 후회》
- 《소녀와 가로등》

## 같이 보기
- 장덕
- 장현

## 참고 자료
- "현이와 덕이를 추억하며"
- 이숙희 저서 - 도서(책) '예정된 시간을 위하여' (1993)